# Mircea Pașoi
Mircea-Bogdan Pașoi (n. 23 iulie 1987) este un specialist IT originar din România care, student fiind, a câștigat medalia de aur la Olimpiada Internațională de Informatică (IOI) - 2006 din Mexic, ca reprezentant al României.
După ce, împreună cu doi prieteni, a fondat comunitatea olimpicilor la informatică din România infoarena.ro în anul 2004. Tot împreună, aceștia au a lansat în România motorul de căutare de locuri de muncă balaur.ro în 2009.
Mircea Pașoi s-a mutat în 2010 la Vancouver, Canada. Aici, aceiași trei prieteni au lansat în ianuarie 2010 ReadFu, unul dintre cele 6 proiecte alese de incubatorul de startup-uri Bootup Labs din Vancouver, Canada pentru sesiunea Ianuarie – Octombrie 2010. În aceste 8 luni echipa a beneficiat de o investiție seed, de spațiu de lucru, consultanță legală, financiară și mentorship din partea unor oameni de talie mondială din industria online. ReadFu este un produs online care ajută oamenii să navigheze prin pagini web cu multe link-uri, de tipul digg.com sau Twitter.  Fondul de investitii Bootup Labs din Vancouver sprijină proiectul cu până la 150.000 dolari canadieni (100.000 euro) și expertiză.
În 2009 a fost cofondator al motorului de căutare Summify.
Din 2012 este Engineering Manager la firma Twitter, în San Francisco.

## Alte realizări
- Locul 8 la Finala TopCoder Collegiate Challenge, Orlando, USA - 2007
- Finalist TopCoder Collegiate Challenge, San Diego, USA - 2006
- Medalia de aur la Olimpiada Internațională de Informatică (IOI) - 2006
- Medalia de argint la Olimpiada Central-Europeană de Informatică (CEOI) - 2006
- Medalia de argint la Olimpiada Internațională de Informatică (IOI) - 2005
- Medalia de argint la Olimpiada Balcanică de Informatică (BOI) - 2004
- Premiul I (Locul I) la Olimpiada Națională de Informatica (ONI) - 2003, 2005, 2006